# Hugo Weaving
Hugo Wallace Weaving (Ibadán, Oyo, Nigeria; 4 de abril de 1960) es un actor británico-australiano nacido en Nigeria. Es conocido por sus papeles como el agente Smith en la trilogía de Matrix, Elrond en las trilogías de El Señor de los Anillos y El hobbit,  V en V for Vendetta, Mitzi en Las aventuras de Priscilla, reina del desierto, Megatron en Transformers (voz), y como Red Skull en Capitán América: el primer vengador.

## Primeros años
Weaving nació en la University Teaching Hospital en Ibadán, Nigeria, hijo de Anne Lennard, exmaestra y guía turística, y de Wallace Weaving, sismólogo, ambos ingleses. Su abuela materna era belga. Un año después de su nacimiento, su familia regresó a Inglaterra para vivir en Bedford y Brighton antes de trasladarse a Melbourne y Sídney (Australia), Johannesburgo (Sudáfrica), y volver nuevamente a Inglaterra. En Inglaterra, asistió al instituto privado Queen Elizabeth's Hospital. Su familia se volvió a mudar a Australia en 1976, donde él asistió a otra escuela privada, la Knox Grammar School de Sídney. En 1981 terminó exitosamente sus estudios en el prestigioso National Institute of Dramatic Art.

## Carrera

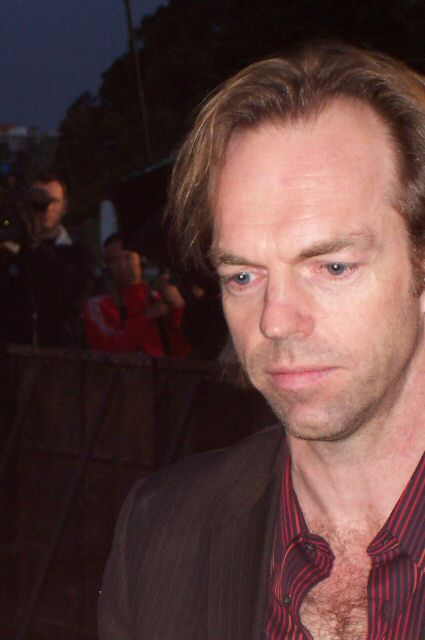
Hugo Weaving en el estreno de The Matrix Revolutions (2003)

Hugo ha participado en más de veinte películas internacionalmente conocidas, pero es más conocido por su papel antagónico como Agente Smith en la saga The Matrix y su papel como el elfo Elrond, en la trilogía de El Señor de los Anillos. La profunda voz de Weaving ha dado vida al personaje de Megatron en la saga de Transformers, y a V en V de Vendetta, película de acción real protagonizada por Weaving, pero en la que éste no llega a mostrar el rostro. «Volvió a la Tierra Media» en el mismo papel de Elrond en la adaptación al cine de El hobbit, que realizó también el director Peter Jackson.

## Vida privada
A los 13 años se le diagnosticó epilepsia. Vive en Sídney con su novia Katrina Greenwood, la pareja dio la bienvenida a su primer hijo juntos, llamado Harry, en 1989; y en 1993 a su primera hija, Holly Weaving. Tiene dos hermanos, Simon y Anna Jane. Sus sobrinas Samara y Morgan Weaving son actrices.
Weaving es principal embajador de la organización por los derechos de los animales "Voiceless".

## Filmografía selecta

### Cine y televisión
| Año  | Título                                           | Papel                                                                                               |
| ---- | ------------------------------------------------ | --------------------------------------------------------------------------------------------------- |
| 2024 | Slow Horses                                      | Frank Harkness                                                                                      |
| 2021 | The Matrix Resurrections                         | Agente Smith (archivo)                                                                              |
| 2018 | Mortal Engines                                   | Thaddeus Valentine                                                                                  |
| 2016 | Hasta el último hombre                           | Tom Doss                                                                                            |
| 2014 | El hobbit: la batalla de los Cinco Ejércitos     | Elrond                                                                                              |
| 2012 | El hobbit: un viaje inesperado                   | Elrond                                                                                              |
| 2012 | Cloud Atlas                                      | Haskell Moore / Tadeusz Kesselring / Bill Smoke / Enfermera Noakes / Boardman Mephi / Viejo Georgie |
| 2011 | Transformers: el lado oscuro de la luna          | Megatron (voz)                                                                                      |
| 2011 | Capitán América: el primer vengador              | Johann Schmidt / Red Skull                                                                          |
| 2010 | Ga'Hoole: la leyenda de los guardianes           | Noctus y Grimble (voces)                                                                            |
| 2010 | El hombre lobo                                   | Inspector Francis Aberline                                                                          |
| 2009 | Transformers: la venganza de los caídos          | Megatron (voz)                                                                                      |
| 2009 | Last Ride                                        | Kev                                                                                                 |
| 2008 | Campamento salvaje                               | McHeath                                                                                             |
| 2007 | Transformers                                     | Megatron (voz)                                                                                      |
| 2006 | Happy Feet                                       | Noah, el viejo (voz)                                                                                |
| 2005 | Little Fish                                      | Lionel                                                                                              |
| 2005 | V for Vendetta                                   | V                                                                                                   |
| 2003 | El Señor de los Anillos: el retorno del Rey      | Elrond                                                                                              |
| 2003 | The Matrix Revolutions                           | Agente Smith                                                                                        |
| 2003 | The Matrix Reloaded                              | Agente Smith                                                                                        |
| 2002 | El Señor de los Anillos: las dos torres          | Elrond                                                                                              |
| 2001 | El Señor de los Anillos: la Comunidad del Anillo | Elrond                                                                                              |
| 2000 | El pudding mágico                                | Bill Barnacle (voz)                                                                                 |
| 1999 | Strange Planet                                   | Steven                                                                                              |
| 1999 | The Matrix                                       | Agente Smith                                                                                        |
| 1999 | Babe: Pig in the City                            | Rex (voz)                                                                                           |
| 1998 | Bedrooms and Hallways                            | Jeremy                                                                                              |
| 1995 | Babe                                             | Rex (voz)                                                                                           |
| 1994 | Exile                                            | Innes                                                                                               |
| 1994 | Las aventuras de Priscilla, reina del desierto   | Tick/Mitzi                                                                                          |
| 1994 | What's Going On, Frank?                          | Extraño reponedor en el supermercado                                                                |
| 1993 | The Custodian                                    | Detective Church                                                                                    |
| 1993 | Frauds                                           | Jonathan Wheats                                                                                     |
| 1993 | Robin Hood junior                                | Sir John                                                                                            |
| 1993 | Seven Deadly Sins                                | Lujuria                                                                                             |
| 1992 | Road to Alice                                    | Louis                                                                                               |
| 1991 | Proof                                            | Martin                                                                                              |
| 1990 | Wendy Cracked a Walnut                           | Jake                                                                                                |
| 1989 | Bangkok Hilton (miniserie de televisión)         | Richard Carlisle                                                                                    |
| 1988 | Dadah Is Death (telefilm)                        | Geoffrey Chambers                                                                                   |
| 1988 | The Dirtwater Dinasty (miniserie de televisión)  | Richard Eastwick                                                                                    |
| 1987 | The Right Hand Man                               | Ned Devine                                                                                          |
| 1987 | Melba (miniserie de televisión)                  | Charles Armstrong                                                                                   |
| 1986 | For Love Alone                                   | Johnathan Crow                                                                                      |
| 1986 | Sky Pirates                                      | Thug (sin acreditar)                                                                                |
| 1984 | Bodyline (miniserie de televisión)               | Douglas Jardine                                                                                     |
| 1983 | The City's Edge                                  | Andy White                                                                                          |
| 1981 | Maybe This Time                                  | Estudiante número 2                                                                                 |

## Premios y nominaciones

### Logie Awards
| Año  | Categoría              | Premio      | Trabajo nominado         | Resultado |
| ---- | ---------------------- | ----------- | ------------------------ | --------- |
| 2018 | Most Outstanding Actor | Logie Award | Seven Types Of Ambiguity | Ganador   |

### Premios del Sindicato de Actores
| Año  | Categoría     | Trabajo nominado                                 | Resultado |
| ---- | ------------- | ------------------------------------------------ | --------- |
| 2003 | Mejor reparto | El Señor de los Anillos: el retorno del Rey      | Ganador   |
| 2002 | Mejor reparto | El Señor de los Anillos: las dos torres          | Candidato |
| 2001 | Mejor reparto | El Señor de los Anillos: la Comunidad del Anillo | Candidato |